# The Decks Ran Red
The Decks Ran Red  (Brasil: Motim a Bordo ) é um filme estadunidense, em preto e branco, de 1958, dos gêneros aventura e drama, dirigido e roteirizado por Andrew L. Stone.

## Sinopse
Comandante de um navio mercante, tem que enfrentar marinheiros inescrupulosos, que tentam roubar o valor da carga, eliminando toda sua tripulação.

## Elenco
- James Mason ....... Capitão Edwin Rummill
- Dorothy Dandridge ....... 	Mahia
- Broderick Crawford ....... Henry Scott
- Stuart Whitman ....... Leroy Martin
- Katharine Bard .......  Joan Rummill
- Jack Kruschen ....... Alex Cole
- Hanna Landy ....... Doris Belger
- John Gallaudet ....... 'Bull' Pringle
- Barney Phillips ....... Karl Pope
- David Cross ....... Mace (como David R. Cross)
- Hank Patterson ....... Mr. Moody
- Harry Bartell .......  Tom Walsh
- Joel Fluellen ....... Pete
- Guy Kingsford ....... Jim Osborne
- Jonathan Hole ....... Mr. Adams